# Haus Comborn
Das Haus Comborn ist eine Familie des südfranzösischen Adels. Sie stammt vermutlich von den Grafen von Toulouse, also dem Haus Toulouse ab.
Hugues, der erste Vicomte de Comborn, war ein Sohn des Grafen von Rouergue. Archambaud I. Camba-Putrida, vermutlich ein Sohn Hugues‘, heiratete die Erbin der Vizegrafschaft Turenne, die dann seinem Sohn Ebles I. zufiel. Der Besitz wurde in der nächsten Generation geteilt. Die ältere Linie Turenne starb Anfang des 14. Jahrhunderts aus, die Vizegrafschaft fiel durch Testament an das Haus Comminges.
Die jüngere Linie Comborn teilte sich Ende des 11. Jahrhunderts erneut, die ältere Linie erhielt die Vizegrafschaft Ventadour, die jüngere Linie erhielt Comborn. Vicomte Bernard de Ventadour wurde 1263 zum Grafen erhoben, seine Nachkommen starben 1492 aus, Titel und Besitz gingen an die Familie Lévis.
Die jüngere Linie Comborn schließlich erbte die Vizegrafschaft Limoges, eine erneute Teilung war die Folge. Die ältere Linie Limoges starb 1291 aus, die neue jüngere Linie Comborn im Hauptstamm Anfang des 16. Jahrhunderts, nachdem die Vizegrafschaft 1508 verkauft worden war. Teile des Besitzes, Namen und Wappen wurden in weiblicher Linie vererbt. Mit einer Nebenlinie der Familie starb das Haus Comborn Ende des 17. Jahrhunderts ganz aus.

## Stammliste

### Erste Generationen
1. NN, wohl Hugues, 983 bezeugt, Herr von Quercy, Vizegraf von Comborn, Sohn von Armengol, Graf von Rouergue (Haus Toulouse); ⚭ Guédinilde
  1. Archambaud I. Camba-Putrida, 951/um 1000 bezeugt, 962 Vicomte de Comborn; ⚭ Sulpicie de Turenne, Tochter von Bernard, Vizegraf von Turenne
    1. Ebles I., 989/1030 bezeugt, 989 Vicomte de Turenne; ⚭ I vor 1001 Beatrix von Normandie, † 1035, Tochter von Graf Richard und Gunnora (Rolloniden)
      1. (I) Guillaume, Vicomte de Turenne um 1000/1030
        1. Boson I., 1062/76 bezeugt, † 1092 in Jerusalem, Vicomte de Turenne ; ⚭ Gerberge genannt Comtor, 1103 geistlich – Nachkommen: die Vizegrafen von Turenne, siehe unten

      2. (I) Archambaud II., X vor 1038, Vicomte de Comborn um 1001/1030; ⚭ Rotberge de Rochechouart, Tochter von Vicomte Aimeri II. (Haus Rochechouart)
        1. Archambaud III., vor 1036/1085 bezeugt, † kurz nach März 1086, 1043 Vicomte de Comborn; ⚭ Ermengarde
          1. Ebles II., 1085 bezeugt, X nach 1086, Vicomte de Comborn

        2. Ebles I., 1020/99 bezeugt, um 1080 Vizegraf von Ventadour, 1095 Mönch in Tulle; ⚭ I Marie de Limoges, Tochter von Adémar II., Vizegraf von Limoges (Haus Limoges); ⚭ II Almodis de Montberon – Nachkommen: die Vizegrafen von Ventadour, siehe unten
        3. Bernard I., 1043/1129 bezeugt, 1092 Vicomte de Comborn; ⚭ I Milisende; ⚭ II Ermengarde de Corson – Nachkommen: die Vizegrafen von Comborn, siehe unten

      3. (I) Ebles, X kurz nach 1030, Vicomte 1026/30
      4. (I) Robert, 1020/30 bezeugt, ermordet von seinem Bruder Archambaud II.
      5. (I) Géraud, um 1030 bezeugt
      6. (I) Ildéarde; ⚭ Bernard Dent

    2. Archambaud, Vicomte de Turenne 989/1009
    3. Bernard, 1009 bezeugt

  2. Bernard, um 983 Abt von Solignac

### Die Vizegrafen von Turenne
1. Boson I., 1062/76 bezeugt, † 1092 in Jerusalem, Vicomte de Turenne ; ⚭ Gerberge genannt Comtor, 1103 geistlich – Vorfahren: siehe oben
  1. Raymond I., Vicomte de Turenne, bis 1124/27 bezeugt; ⚭ Mahaut du Perche, Tochter von Geoffroy I., Comte du Perche (Haus Châteaudun)
    1. Boson II., X 1143, Vicomte de Turenne ; ⚭ Eustorgie d’Anduze, Tochter von Bernard Sire d’Anduze
      1. Raymond II. posthumus, † 1191 vor Akkon, Vicomte de Turenne ; ⚭ Hélie de Castelnau, Tochter von Bernard Sire de Castelnau
        1. Raymond III., † vor 1219, Vicomte de Turenne, ⚭ Hélie de Séverac, Erbtochter von Gui
          1. Boson III., † vor 1209, Vicomte de Turenne ; ⚭ NN d’Auvergne (Haus Auvergne)
            1. Marguerite, 1207/56 bezeugt ; ⚭ 1207 Bernard II., Vicomte de Comborn, † nach 1256 (siehe unten)
            2. Dauphine, † 1270; ⚭ Raymond d’Anduze, Seigneur de Roquefeuil

          2. Raymond IV., † wohl 1243, Vicomte de Turenne; ⚭ Héliz d’Auvergne, Tochter von Guido II., Graf von Auvergne (Haus Auvergne)
            1. Hélis, † 1251, Vicomtesse de Turenne-en-partie ; ⚭ Hélie dit Rudel, Sire de Bergerac, de Génissac et de Blaye (Haus Pons)

          3. Raymond, seigneur de Serviéres, bis 1245 bezeugt; ⚭ Allemande, Dame de Malemort-en-partie, Tochter von Pierre, Seigneur de Malemort
            1. Raymond V., †vor 1285, Vicomte de Turenne 1245/84, ⚭ I Agassie de Pons, Tochter von Renaud, Sire de Pons (Haus Pons) ; ⚭ II 1284 Lore de Chabanais, † 1316, 1283 Gräfin von Bigorre, Tochter von Eschivat II. Sire de Chabanais et de Confolens
              1. (I) Raymond VI., † 1304, Vicomte de Turenne, 1278/85 minderjährig ; ⚭ I Leticie de Rochechouart, Tochter von Simon, Seigneur d’Availles (Haus Rochechouart) ; ⚭ II Jeanne d’Eu, † nach 1325, Tochter von Jean de Brienne, Graf von Eu (Haus Brienne)
                1. (I) Marguerite, † 1311, Vicomtesse de Turenne, ⚭ Bernard VIII., 1312 Graf von Comminges, 1308 Vicomte de Turenne  (Haus Comminges)
                2. (unehelich, Mutter unbekannt) Bertrand bâtard 1283/1320

              2. Boson, Seigneur de Servières et de Brive 1253/85
              3. Gui, 1252/84 bezeugt
              4. Hélis, 1276 bezeugt ; ⚭ Pierre Bernard de Cazillac
              5. Contors ; ⚭ Bertrand II. de Cardaillac
              6. Marguerite 1268/76 ; ⚭ Durand de Montal
              7. Tochter, geistlich
              8. (unehelich, Mutter unbekannt) Astorg bâtard 1252

          4. Marguerite/Marie, 1221 bezeugt ; ⚭ Ebles V., Vicomte de Ventadour (siehe unten)
          5. Héliz, 1214 bezeugt ; ⚭ Bernard de Casnac, Seigneur d’Aillac

        2. Boson, 1190 bezeugt, † verbrannt als Geisel
        3. Contors; ⚭ vor 1167 Hélie de Comborn, um 1153/78 bezeugt (siehe unten)
        4. Mahaut; ⚭ Talleyrand de Périgord, Seigneur de Montignac

    2. Mangne; ⚭ Aymeric de Gourdan, 1143 bezeugt
    3. Marguerite, 1179 bezeugt; ⚭ I Adémar IV., Vizegraf von Limoges, † 1148 (siehe unten); ⚭ II Ebles III., Vizegraf von Ventadour, † 1170 (siehe unten); ⚭ III um 1147 Guillaume V., Graf von Angoulême, † 1179 (Haus Taillefer)

  2. Archambaud, † 1117, Vicomte de Ribérac
  3. Guillaume, † 1105
  4. Ebles, † wohl 1148, Abt von Tulle
  5. Aspasie; ⚭ 1095 Bernard III., Graf von Armagnac, † wohl 1110
  6. Étiennette; ⚭ Hugues de Belcastel
  7. Guillaume, † vor 1105 – Nachkommen: die Marquis d’Aynac, † 18. Jahrhundert

### Die Vizegrafen von Ventadour
1. Ebles I., 1020/99 bezeugt, um 1080 Vizegraf von Ventadour, 1095 Mönch in Tulle; ⚭ I Marie de Limoges, Tochter von Adémar II., Vizegraf von Limoges (Haus Limoges); ⚭ II Almodis de Montberon – Vorfahren siehe oben
  1. Archambaud, 1095/1113–22 bezeugt, Vizegraf von Ventadour
  2. Ebles II. le Chanteur, um 1059–1060/1109 bezeugt, Vizegraf von Ventadour; ⚭ Agnès de Montluçon, Tochter von Guillaume
    1. Archambaud
    2. Ebles III., † 1170, 1121 Vizegraf von Ventadour, ⚭ I Marguerite de Turenne, Tochter von Raymond I., Vicomte de Turenne (siehe oben) ; ⚭ 1151 Adelais de Montpellier, 1148/74 bezeugt, Tochter von Guillaume VI., Herr von Montpellier, und Sibylle de Mataplane
      1. (I) Matabrune; ⚭ Renaud le Lepreux, Vicomte d’Aubusson; ⚭ II Eschivat de Chabanais
      2. (II) Ebles IV., genannt Archambaud, 1184/1214 Vizegraf von Ventadour; ⚭ Sibylle de Faye, Tochter von Raoul de Châtellerault, Sire de Faye
        1. Ebles V., 1214/36 bezeugt, Vizegraf von Ventadour, ⚭  II. Marie de Limoges, Tochter von Adémar V., Vizegraf von Limoges (siehe unten)
          1. (II) Raymond, 1221/26 Vizegraf von Ventadour
          2. (II) Ebles VI., † vor 1265, Vizegraf von Ventadour; ⚭ Dauphine de la Tour, 1235/99 bezeugt, Tochter von Bertrand II., Sire de la Tour (Haus La Tour d’Auvergne)
            1. Ebles VII. genannt Hélie, 1260/94 bezeugt, † vor 1297, Vizegraf von Ventadour; ⚭ Blanche de Châteauneuf, 1292 bezeugt – Nachkommen siehe unten
            2. Marie, 1263 bezeugt
            3. Isabelle, 1277 bezeugt, † 7. Oktober 1278, Dame de Marjaride et de Montredon ; ⚭ I Faulcon de Montgascon ; ⚭ II Robert IV, Seigneur de Montberon 1254/81

          3. Hélie, 1227/65 Propst zu Tulle
          4. Bernard, † nach 1254, 1252–1254 Bischof von Le Puy
          5. Bernard, 1250 päpstlicher Kaplan, 1263/65 Archidiakon in Limoges
          6. Alesie, 1252 bezeugt, † vor 1260; ⚭ I Guillaume de Mercoeur, Seigneur de Gerzet et de Planchat, † wohl 1238 ; ⚭II Robert I. Dauphin d’Auvergne, Graf von Clermont, † 12. April 1262 (Haus Auvergne)
          7. Marie; ⚭ Bernard de Malaguise
          8.  ? Pierre, 1272 Domherr in Tours

        2. Marie (Marguerite); ⚭ um 1230 Gaubert de Saint-Floret, Seigneur de Saint-Floret
        3. Raymond, 1221 bezeugt
        4. Aymon, Propst zu St-Pierre-et-St-Paul de Maguelone
        5. Ebles, Ritter, Seigneur de Chalus/Charlus 1245/60
        6.  ? Raoul, † 1245/60, Abt von l’Étoile
        7.  ? Sibylle, Subpriorin zu La Faye

      3. (II) Guillaume, † jung, Abt von Tulle
      4. (II) Ebles, Abt von Figerac
      5. (II) Bernard, 1210/30 Abt von Tulle
      6. (II) Gui, 1187 Prior zu Saint-Firmin, 1205 Dompropst zu St-Pierre-et-St-Paul de Maguelone
      7. (II) Raymond, 1174 Domherr zu Limoges
      8. (II) Hélie, Domherr zu Limoges, 1245/46 Propst zu Tulle
      9. (II) Élie, genannt Arachambaud
      10. (II) Guillaume, 1220 Abt von Bonneseigne

    3. Aymon, genannt patruus, 1174 bezeugt

### Die Grafen von Ventadour
1. Ebles VII. genannt Hélie, 1260/94 bezeugt, † vor 1297, Vizegraf von Ventadour; ⚭ Blanche de Châteauneuf, 1292 bezeugt – Vorfahren siehe oben
  1. Ebles VIII., genannt Hélie, 1297 bezeugt, † vor 1321, Vizegraf von Ventadour; ⚭ Marguerite de Beaujeu, Tochter von Louis I., Seigneur de Montferrand (Haus Beaujeu)
    1. Ebles IX., 1312/25 bezeugt, † vor 1329, Vizegraf von Ventadour; ⚭ Mathe de Comborn, Dame de Claviers, Tochter von Guichard, Seigneur de Chamberet
    2. Bernard, † nach 1390, 1329 Vizegraf und 1363 Graf von Ventadour, 1358 Seigneur de Montpensier; ⚭ Marguerite de Beaumont, Tochter von Robert, Vizegraf von Beaumont-au-Maine (Haus Brienne)
      1. Robert, 1380/93 bezeugt, † vor 1407, Comte de Ventadour, verkauft Montpensier 1381 an Herzog Johann von Berry; ⚭ NN
        1. Jacques, X 1424, Comte de Ventadour; ⚭ NN de Torsay, † 1422, Tochter von Jean, Seigneur de Lezay, Großmeister der Artillerie von Frankreich
          1. Marguerite ; ⚭ Jean II. de Mello, Seigneur de Saint-Parise
          2.  ? Antoinette, † 1468 ; ⚭ Charles de la Queuille, Seigneur de Châteaugay de Beaune

        2. Charles, 1426 bezeugt, † 1486, Comte de Ventadour, Connétable von Frankreich ; ⚭ I Isabella de Vendat, † nach 1451, Tochter von Oudin ; ⚭ II Marie de Pierre-Buffière
          1. (I) Louis, 1468 bezeugt, † 1500, Comte de Ventadour ; ⚭ Catherine de Beaufort, Dame de Granges et de Charlus, † 1506, Tochter von Pierre, Seigneur de Limeuil, Comte de Beaufort, Vicomte de Turenne (Haus Rogier de Beaufort)
            1. Blanche, † 1492, Dame de Charlus ; ⚭ Louis de Lévis, Seigneur de La Voulte-sur-Rhône, Comte de Villars, † 1521 – deren Nachkommen sind die (ab 1578) Herzöge von Ventadour

          2. Pierre
          3. Agnès, 1473 bezeugt ; ⚭ Jean I. d’Apchier, Seigneur d‘Arzens, de Recoux etc., †nach 1453
          4. Antonie, 1463 bezeugt
          5.  ? Jean, 1484 Abt von Kloster Obazine

        3. Marguerite

      2. Bernard, 1380/81 bezeugt
      3. Guillaume, Archidiakon zu Rennes
      4. Marguerite, 1376 bezeugt, † 1399; ⚭ I Jean d’Antigny; ⚭ II Milon I. de Noyers, Graf von Joigny, † 1376 (Haus Noyers)
      5. Marie ; ⚭ Jean de Deuil
      6. Aude ; ⚭ Joubert de Malemort, Seigneur de Cornil
      7. Jeanne, † 1376 ; ⚭ Godefroy d’Auvergne dit de Boulogne, Seigneur de Montgascon etc., † 1384/85 (Haus Auvergne)
      8. Madeleine, † vor 1394 ; ⚭ Jean Hélie I., Sire de Pompadour
      9. Agnès ; ⚭ ? Jean d’Apchier, Seigneur d‘Arzens

    3. Hélie, Domdechant in Le Puy, Kanoniker in Reims
    4. Gui, 1330 bezeugt, † 1352, 1342 Bischof von Cambrai, 1349 Bischof von Vabres
    5. Blanche, 1366 bezeugt; ⚭ Jean genannt Guichard de Comborn, Seigneur de Treignac
    6. Blanche, Äbtissin von Bonnesaigne
    7. Anne; ⚭ Joubert de Malemort, Seigneur de Breviges, † 1361

  2. Ebles, † nach 1320, Seigneur de Boussac, Douzenac et d’Ussel, 1295 Co-Seigneur de Malemort, 1204 Seneschall von Périgord ; ⚭ 1290 Galiène de Malemort, † vor 1310, Tochter von Gérald III., Seigneur de Douzenac
    1. Ebles, 1319 Seigneur d’Ussel
    2. Gérard I., Seigneur de Douzenac 1318/62; ⚭ Souveraine (Catherine)
      1. Gérard II., 1350 bezeugt, bis kurz vor 1389 Seigneur de Douzenac et de Boussac ; ⚭ I Marguerite Rogier, Tochter von Guillaume II., Seigneur de Rosiers (Haus Rogier de Beaufort); ⚭ II Isabeau de Terride, Tochter von Bertrand, Witwe von Gaston de Lomagne
        1. (I) Catherine, Dame de Douzenac et de Boussac ; ⚭ Odet de Lomagne, Seigneur de Fimarcon (Haus Lomagne)
        2. (II) Agnès ; ⚭ Jean de Murol

      2. Bernard, X 1356
      3. Hélie, † 1383, 1371 Bischof von Padua, 1373 Bischof von Castres
      4. Marguerite (Jeanne), † nach 1396; ⚭ 1332 Guy d’Aubusson, Seigneur de La Borne
      5. Galiènne ; ⚭ Hélie de Chanac

    3. Guillaume, † 1340, 1329 Abt von Saint-Martial in Limoges
    4. Hélie, 1328 geistlich
    5. Blanche, † nach 1334; ⚭ Bernard III. de Comborn, Seigneur de Beaumont, 1313 Vicomte de Comborn, † 1320 (siehe unten)

  3. Archambaud, 1299/1323 Kanoniker in Eymoutiers
  4. Hélie, † 1326, 1301/1324 Bischof von Tournai
  5. Ebles, Kanoniker in Reims
  6. Hélie, 1305 bezeugt
  7. Guillaume, 1330 bezeugt, † wohl 1333, 1326 Bischof von Tournai
  8. Marguerite, 1290 bezeugt; ⚭ Louis de Beaufort, Seigneur de Montferrand
  9. Dauphine ; ⚭ Guillaume II. de Mercœur, Seigneur de Gerzat, † vor 1307
  10. Marie, 1298 bezeugt ; ⚭ Jean Selin, Seigneur de Châteauneuf, † vor 1298

### Die Vizegrafen von Limoges
1. Bernard I., 1043/1129 bezeugt, 1092 Vicomte de Comborn; ⚭ I Milisende; ⚭ II Ermengarde de Corson – Vorfahren siehe oben
  1. (I) Robert, um 1047 bezeugt
  2. (II) Archambaud IV. le Barbu, 1119–24 Vicomte de Comborn, um 1097–1147 bezeugt; ⚭ Humberge genannt Brunissent, 1119/24-um 1153 bezeugt, Erbin der Vizegrafschaft Limoges, Tochter des Vicomte Adémar III. (Haus Limoges)
    1. Gui, † 1148, Vicomte de Limoges, 1141 von König Ludwig VII. als Herzog von Aquitanien bestätigt; ⚭ Marquise de La Marche, Tochter von Aldebert III. Graf von La Marche (Haus Montgommery)
    2. Adémar IV. † 1148, Vicomte de Limoges, 1141 von König Ludwig VII. als Herzog von Aquitanien bestätigt; ⚭Marguerite de Turenne, Tochter von Vicomte Raymond (siehe oben)
      1. Boson, genannt Adémar V., † 1199, Vicomte de Limoges 1156 ; ⚭ Sarah von Cornwall, Tochter von Reginald de Dunstanville, 1. Earl of Cornwall (Rolloniden)
        1. Gui V., † 1230, 1199 Vicomte de Limoges ; ⚭ I NN ; ⚭ II Ermengarde de Barry, † wohl 1263
          1. Adémar, † wohl 1223
          2. Guido VI. le Preux, † 1263, Vicomte de Limoges 1230 ; ⚭ I NN de Blazon, Tochter von Thierry, Seneschall von Poitou ; ⚭ II Marguerite von Burgund, † 1277, Tochter von Eudes III., Herzog von Burgund (Älteres Haus Burgund)
            1. Marie, * 1260, † 1291, Vicomtesse de Limoges 1263 bzw. 1275–1291 ; ⚭ Arthur II., Herzog von Bretagne 1305–1312, Vicomte de Limoges 1275–1301 (Haus Frankreich-Dreux)

          3. Marguerite, † 1259; ⚭I Aimeric VIII., Vizegraf von Rochechouart, † 1245 (Haus Rochechouart); ⚭ II Archambaud II., Graf von Périgord (Haus Périgord)
          4. Marie, † vor 1255; ⚭ Archambaud VII., Vicomte de Comborn, † 1277 (siehe unten)

        2. Adémar, † 1195
        3. Guillaume le Pélerin, † 1223
        4. Marguerite; ⚭ I Aimeric, Vizegraf von Rochechouart (Haus Rochechouart) ; ⚭ II Boson de Grignols ; ⚭ III NN de Périgord, Sohn von Audebert II. Graf von Périgord (Haus Périgord)
        5. Aquiline (Aigline) ; ⚭ NN, Sohn von Guillaume de Gourgon
        6. Humberge ; ⚭ Geoffroy de Lusignan, Seigneur de Vouvent, Graf von Jaffa und Caesarea, † vor 1224 (Haus Lusignan)
        7. Marie ; ⚭ Ebles V. genannt Archambaud, Vicomte de Ventadour (siehe oben)

      2. Marie ; ⚭ Ebles I., Vicomte de Ventadour (siehe oben)

    3. Archambaud V., Vicomte de Comborn 1142–1151/1199; ⚭ Jourdaine de Périgord, Tochter von Boson, Graf von Périgord (Haus Périgord) – Nachkommen siehe unten
    4. Hélie de Bordella; ⚭ Rotberge de Pairac
    5. Bernard, 1147 Dechant zu Saint-Irieux
    6. Millesende; ⚭ Hugues de Chalon
    7. Béatrix; ⚭ I Gaucelme de Pierre-Buffière ; ⚭ II Hélie Flamenc
    8. Almodis ; ⚭ Olivier de Lectoure
    9. Hélène ; ⚭ Bernard de Cadaillac
    10. Marie, 1161 Äbtissin von Notre-Dame de la Règle in Limoges

  3. Hélie, um 1153/78 bezeugt ; ⚭ Contors de Turenne, Tochter von Vicomte Raymond II. (siehe oben)
  4. Ebles, 1119–39 bezeugt
  5. Béatrix, 1129 bezeugt

### Die Vizegrafen von Comborn im 13. und 14. Jahrhundert
1. Archambaud V., Vicomte de Comborn 1142–1151/1199; ⚭ Jourdaine de Périgord, Tochter von Boson, Graf von Périgord (Haus Périgord) – Vorfahren siehe oben
  1. Hélie, 1178 Vizegraf von Combron; ⚭ Contors de Turenne, Tochter von Vicomte Raymond II. (siehe oben)
  2. Archambaud VI., 1178/1229 Vizegraf von Comborn; ⚭ Guicharde de Beaujeu, † vor 1219, Tochter von Hugues (Haus Beaujeu)
    1. Bernard II., † nach August 1256, Vizegraf von Comborn; ⚭ Marguerite de Turenne, Tochter von Vicomte Boson III. (siehe oben)
      1. Archambaud VII., † 1277, 1250 Vizegraf von Comborn; ⚭ I Marguerite de Limoges, Tochter von Gui, Vizegraf von Limoges (siehe oben); ⚭ II Marguerite de Pons, † nach 1306, Tochter von Geoffrey, Sire de Pons et de Montignac (Haus Pons)
        1. (I) Gui, † vor 1284, 1279 Vizegraf von Comborn; ⚭ Amicie de Chabanais, Tochter von Eschivat; ⚭ II Almodis de Thouars, Tochter von Geoffroy (Haus Thouars)
          1. (II) Eustache, † 1298/1303, 1284 Vizegräfin von Comborn; ⚭ Eschivard IV, Sire de Preuilly, 1303 Vicomte de Comborn, † 1320 (Haus Preuilly)
          2. (II) Marie, Dame de Treignac; ⚭ Guichard de Comborn, Seigneur de Treignac, † 1319/20 (siehe unten)

        2. (I) Brunissende ; ⚭ Chabard, Sire de Thiern
        3. (II) Archambaud, † vor 1306
          1. (unehelich, Mutter unbekannt) Martine und Marguerite, 1299 bezeugt

        4. (II) Bernard III., † 1320, Seigneur de Beaumont, 1313 Vizegraf von Comborn; ⚭ Blanche de Ventadour, † nach 1334, Tochter von Ebles, Seigneur de Douzenac (siehe oben)
          1. Archambaud VIII., † 1367/68, 1334 Vizegraf von Comborn; ⚭ NN
            1. Archambaud IX., *1331, † nach 1380, Vizegraf von Comborn, 1379 Johanniter, verkauft Comborn 1379 an seinen Vetter Guichard de Treignac (siehe unten); ⚭ Marie de Châlus-Marche, Erbtochter von Amblard
            2. Blanche, 1367 geistlich in Notre-Dame de la Règle in Limoges
            3. Marguerite; ⚭ Élie Flamenc

          2. Gui, geistlich
          3. Guichard
          4. Jeanne, 1367 geistlich in Notre-Dame de la Règle in Limoges
          5. Eustache ; ⚭ Gui II. de Chanas, † vor 1343
          6. Marguerite

        5. La Gaysse ; ⚭ Bertrand de Montal
        6. Guicharde
        7. Annete
        8. Tochter, geistlich in Saintes
        9. Isabelle, geistlich in Notre-Dame de la Règle in Limoges
        10. Dalmasie, geistlich in l’Esclanche
        11. (unehelich, Mutter unbekannt) Bernard bâtard de Comborn

    2. Guichard, † vor 1259, 1219 Seigneur de Chamberet ⚭ Mathe de la Marche, Tochter von Hymbert – Nachkommen siehe unten

  3. Pierre, geistlich
  4. Annalide; ⚭ Gui I. Vizegraf von Aubusson 1174/90
  5. Claire; ⚭ Pierre Bernard de La Porcherie
  6. Delphine ; ⚭ Raoul d’Escorailles
  7. Garcille ; ⚭ Bertrand de Malemort
  8. Pétronille ; ⚭ NN de Malemort

### Die Vizegrafen von Comborn im 15. Jahrhundert
1. Guichard, † vor 1259, 1219 Seigneur de Chamberet ⚭ Mathe de la Marche, Tochter von Hymbert – Vorfahren siehe oben
  1. Hélie, † vor 1270, Seigneur de Chamberet 1259 ; ⚭ Souveraine d’Aurillac, † nach 1270, Tochter von Astorg
    1. Guichard, † 1319/20, 1302 Seigneur de Treignac et de Chamberet ; ⚭ Marie de Comborn, Dame de Treignac, Tochter von Vicomte Gui (siehe oben)
      1. Jean, genannt Guichard, 1302/46 bezeugt, 1311 Seigneur de Treignac ; ⚭ Blanche de Ventadour, Tochter von Vicomte Ebles VIII. (siehe oben)
        1. Guichard, † 1366/67, Seigneur de Treignac; ⚭ I Hélie de Besse, Tochter von Guillaume und Almodis Rogier, Schwester von Papst Clemens VI. (siehe Haus Rogier de Beaufort); ⚭ II Jeanne de Naillac, † 1392
          1. (I) Guichard, † 1412/5, Seigneur de Treignac, 1379 Vicomte de Comborn ; ⚭ I Marie ; ⚭ II Louise d’Anduze, † nach 1443, Tochter von Louis, Seigneur de La Voulte-sur-Rhône, und Marguerite d’Apchon
            1. (II) Jean I., † nach 1475, 1415 Vicomte de Comborn, Seigneur de Treignac ; ⚭ Jeanne de Rochechouart, Dame de Paransay, Tochter von Geoffroy Vizegraf von Rochechouart (Haus Rochechouart)
              1. Jean II., † nach 1486, Vicomte de Comborn ; ⚭ Jeanne de Magnelay
                1. Amanieu, † nach 1509, 1489 Vicomte de Comborn, verkauft 1508 die Vizegrafschaft Comborn an Antoine de Pompadour, Sohn von Hélie de Pompadour und Isabelle de Treignac, seine Großtante (siehe unten); ⚭ I Catherine de Vivonne; ⚭ II Catherine de Chastellus, † vor 1518
                2. François, † nach 1509, Seigneur de Chamberet ; ⚭ Louise de Maumont
                3. Gilles
                4. Catherine ; ⚭ I Pierre de Pierre-Buffière, Seigneur de Châteauneuf ; ⚭ II Jean de Volvire, Seigneur de Ruffec ; ⚭ III Jean Bertrand, Seigneur de Villemor
                5. Marguerite ; ⚭ I Olivier Mérichon, Seigneur des Halles de Poitiers, † 1501 ; ⚭ II Louis de Montberon, Seigneur d’Auxance
                6. Marguerite ; ⚭ I Louis d’Estaing, Seigneur du Val ; ⚭ II Jean III. de Tersac, Seigneur de Ligonne et de Cambre
                7. Marguerite
                8. Louise ; ⚭Jean de Pompadour, Seigneur de Châteaubouchet

              2. Louis, Abt von Bourg-Déols, Conques und Saint-Augustin de Limoges

            2. Jacques, † 1475, 1445 Bischof von Clermont
            3. Pierre, † 1467, Abt von Kloster Obazine, 1441/43 Bischof von Chartres, 1443 Bischof von Évreux, 1465 Bischof von Saint-Pons-de-Thomières
            4. Guichard, † 1469, Abt von Uzerche
            5. Pierre; ⚭ Isabelle Brachet
            6. Marguerite, † nach 1433; ⚭ Renaud d’Aubusson, Seigneur du Monteil-au-Vicomte, † vor 1433
            7. Isabelle ; ⚭ Golferin Hélie Seigneur de Pompadour, de Cromières, de Chance, de Seilhac etc.
            8. Catherine, 1432/49 Äbtissin von Notre-Dame de la Règle in Limoges
            9. Hélis
            10. Constance

        2. Guichard, Kanoniker in Autun
        3. (unehelich, Mutter unbekannt) Mariotte bâtarde

      2. Gui, 1336/82 bezeugt, Domdechant in Limoges
      3. Archambaud, Seigneur de Puymaud – Nachkommen : die Herren von Enval, † Ende 17. Jahrhundert
      4. Mathe, Dame de Claviers; ⚭ Ebles IX., Vicomte de Ventadour, † vor 1329 (siehe oben) ; ⚭ II Brun, Seigneur de Claviers
      5. Souveraine ; ⚭ I Raymond de Born, Seigneur de Hautefort; ⚭ II Dieudonné, Vicomte de Calvinhac
      6. Blanche ; ⚭Jean, Seigneur de Janalhac
      7. Sohn, † nach 1302

    2. Hélie, 1302 bezeugt
    3. Mathe, † vor 1298; ⚭ NN
    4. Hymbert, 1302 Tempelritter in Paulhiac
    5. Guichard, 1270/1302 bezeugt, Kanoniker
    6. Töchter, 1255 bezeugt